# Taizy
Taizy é uma comuna francesa na região administrativa de Grande Leste, no departamento das Ardenas. Estende-se por uma área de 9,11 km². Em 2010 a comuna tinha 108 habitantes (densidade: 11,9 hab./km²).